# Argasari (Talaga)
Argasari is een bestuurslaag in het regentschap Majalengka van de provincie West-Java, Indonesië. Argasari telt 2837 inwoners (volkstelling 2010).